# Strumigenys lyroessa
Strumigenys lyroessa är en myrart som först beskrevs av Julius Roger 1862.  Strumigenys lyroessa ingår i släktet Strumigenys och familjen myror. Inga underarter finns listade i Catalogue of Life.